# Portada/article juny 22

## Púlpits de San Lorenzo
Els púlpits de San Lorenzo o trones de San Lorenzo van ser les obres escultòriques que van concloure l'activitat artística de Donatello. Estan fets, en bronze, per a la basílica de San Lorenzo (Florència). Les obres es van iniciar el 1460 i Donatello es va fer càrrec de la planificació i el disseny, mentre que el treball, el va realitzar amb l'ajut de nombrosos ajudants, entre els quals van destacar Bartolomeo Bellano i Bertoldo di Giovanni.